# Zoagli
Zoagli is een gemeente in de Italiaanse provincie Genua (regio Ligurië) en telt 2572 inwoners (31-12-2004). De oppervlakte bedraagt 7,6 km², de bevolkingsdichtheid is 345 inwoners per km².
De volgende frazioni maken deel uit van de gemeente: Sant’Ambrogio, Semorile, San Pietro di Rovereto.

## Demografie
Zoagli telt ongeveer 1278 huishoudens. Het aantal inwoners steeg in de periode 1991-2001 met 2,6% volgens cijfers uit de tienjaarlijkse volkstellingen van ISTAT.
| Jaar | Inwoneraantal |
| ---- | ------------- |
| 1991 | 2360          |
| 2001 | 2421          |

## Geografie
De gemeente ligt op ongeveer 17 meter boven zeeniveau.
Zoagli grenst aan de volgende gemeenten: Chiavari, Coreglia Ligure, Leivi, Rapallo, San Colombano Certénoli.